# Горлиця звичайна
Горлиця звичайна (Streptopelia turtur) — вид птахів з родини Голубових (Columbidae). В Україні є гніздовим, перелітним птахом.
У багатьох культурах, зокрема й українському фольклорі, є символом щастя.

## Опис
Стрункий птах розміром 26–29 см і масою 120–200 грам. Голова і шия світло-сизувато-сірі. На боках шиї по одній дуже виразній плямі з вузьких чорних і сірувато-білих смуг. Спина бурувата; поперек і надхвістя світло-сірі. Плечові пера і більшість верхніх покривних пер на крилах чорні з широкою рудуватою облямівкою, через що птах зверху має характерний контрастний візерунок. Воло і верх грудей світло-сірувато-рожеві. Більша частина грудей і черево білуваті. Хвіст доволі довгий, клиноподібний; стернові пера, крім двох оливково-бурих центральних, сірувато-чорні з білою верхівкою. Дзьоб темно-сірий, ноги червоні; тонке навколоочне кільце голої шкіри жовтогаряче. Самці і самки забарвлені однаково. Оперення у пташенят, які залишили гніздо, рудувато-буре, візерунок зверху на крилах менш контрастний порівняно з дорослими птахами, строкатих плям на боках шиї немає, ноги темні.
Характерний звук, який подає горлиця звичайна у шлюбний період, можна передати як «турр-турр».

## Поширення
Гніздиться на більшій частині території Європи (крім Скандинавії, тундри і лісотундри), у Малій, Центральній і Південно-західній Азії, Північно-західній Африці, подекуди в Аравії та пустелі Сахарі. 
В Україні поширена майже скрізь; не гніздиться тільки у високогір’ї Карпат і Криму. 
Належить до перелітних птахів, трапляється з кінця квітня по кінець вересень на півночі і до кінця жовтня на півдні країни. 
Заселяє узлісся, сади і парки, захисні лісосмуги, групи дерев і окремі дерева серед відкритих територій. У південних районах країни, в яких немає деревонасаджень, може гніздитися в заростях очерету. Зиму горлиця звичайна проводить в Африці південніше пустелі Сахари, в савановій зоні Сахелю.

## Живлення
Горлиця звичайна живиться насінням і паростками рослин, у невеликій кількості споживає дрібних наземних молюсків. Корм шукає на полях та інших відкритих площах.

## Розмноження

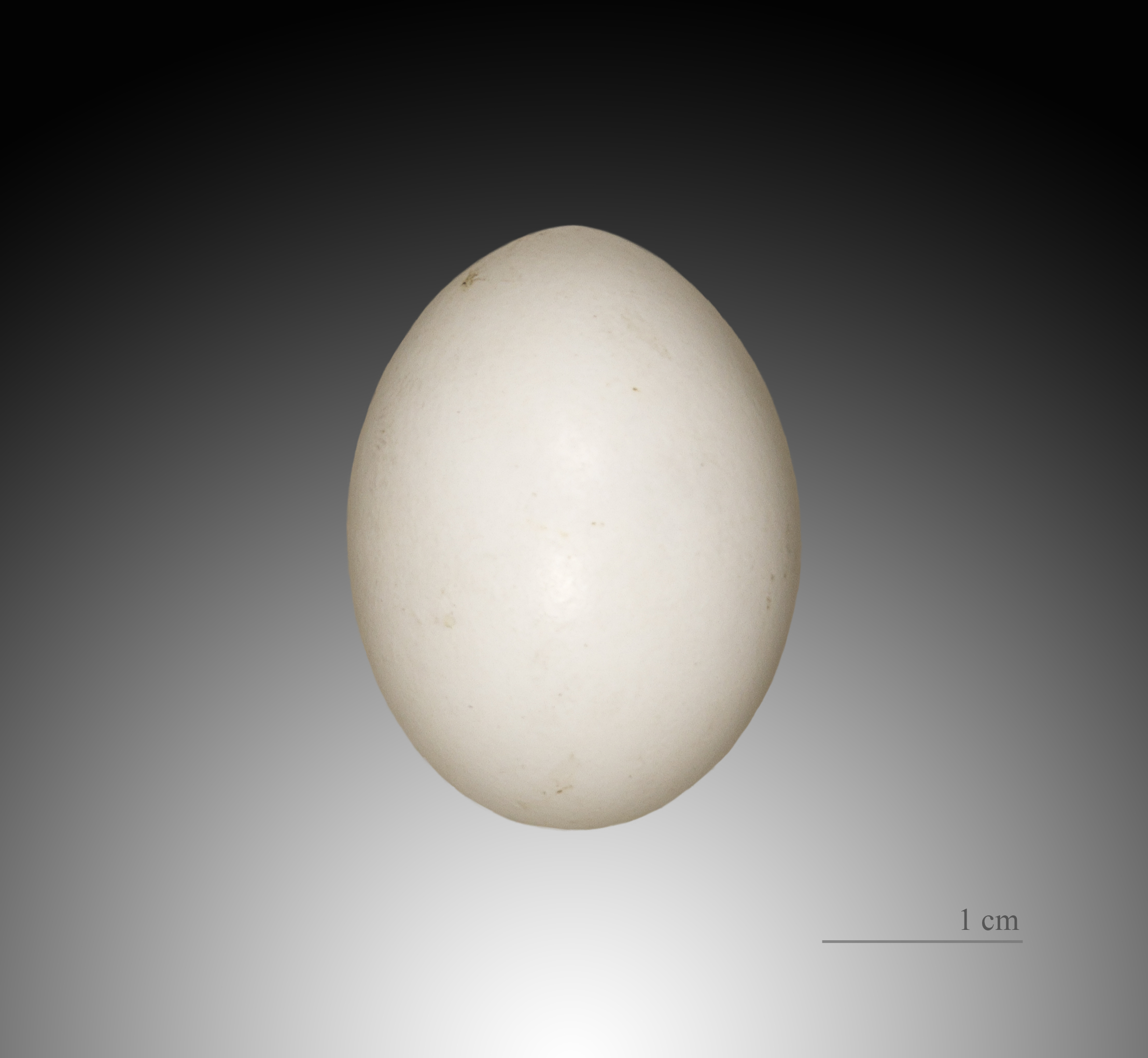
Яйце підвиду Streptopelia turtur turtur

Період розмноження, з утворенням пар і висиджуванням та вигодовуванням пташенят, триває від травня до початку вересня. Прийнято вважати, що за один сезон гніздування у цього виду зазвичай буває лише одна кладка. Однак припускають, що на півдні країні окремі пари можу вивести два виводки пташенят. Гніздо має примітивну структуру, воно невелике, нещільне й тонке, складене з дрібних гілочок, через які знизу нерідко можна побачити відкладені яйця. Птахи будують його на деревах і кущах зазвичай на висоті від 2 м і вище. Самка відкладає в гніздо одне або два білих яйця. Насиджування триває 13–14 днів. Пташенята дещо менше ніж за три тижні починають літати.